# Force d'action rapide
Pour les articles homonymes, voir FAR.
La force d'action rapide (FAR) était un corps d'armée de l'Armée de terre française, créé le 1er juillet 1984 lors de la réorganisation de celle-ci dans le cadre de la loi no 83-606 du 8 juillet 1983 portant approbation de la programmation militaire pour les années 1984-1988 ; elle devait pouvoir être déployée rapidement en Centre-Europe et sur les théâtres d'opérations extérieures en cas de crise subite dans des conflits dits intermédiaires. Le siège de cette unité était situé à Maisons-Laffitte. Elle a été dissoute en 1998.

## Historique
La force d'action rapide est créée le 1er juillet 1984 par le ministre de la défense Charles Hernu qui a agi à l’insu du Chef d'État-Major des armées Jeannou Lacaze, mais dont l’un des concepteurs, le général Fricaud-Chagnaud, commandant la mission militaire française auprès de l’OTAN à Bruxelles renseignait celui-ci.
Elle est durant les années 1980 le 3e pilier de l'Armée de terre française avec la 1re armée et la défense opérationnelle du territoire. Dans l'hypothèse d'une offensive du pacte de Varsovie, la mission de la FAR était d'engager, le plus vite possible et le plus en avant, des unités françaises en Allemagne, en privilégiant la mobilité plutôt que la puissance. Ce groupement de forces, pouvant s’opposer, grâce à l’action dans la profondeur de la composante aéromobile, à un groupement de manœuvre opératif (GMO) de l'armée soviétique, soit un groupement de forces autonome, de la valeur de deux à trois divisions blindées, agissant en avant des Gros du pacte de Varsovie, sous la forme d’un raid en direction du Rhin.
Dans le contexte de la guerre froide, la FAR devait servir de preuve que l'Armée française participerait à la défense de l'Europe occidentale, et pas seulement comme réserve, sans que cela soit automatique ni qu'elle ait à passer sous commandement de l'OTAN dès le temps de paix.
La FAR regroupait environ 47 000 hommes répartis entre cinq divisions dispersées sur le territoire métropolitain, comprenant 240 hélicoptères de combat et de manœuvre, 216 blindés légers (72 AMX-10RC, 72 ERC-90 et 72 AML-90), 200 tubes d'artillerie, 5 000 armes antichars en 1990.

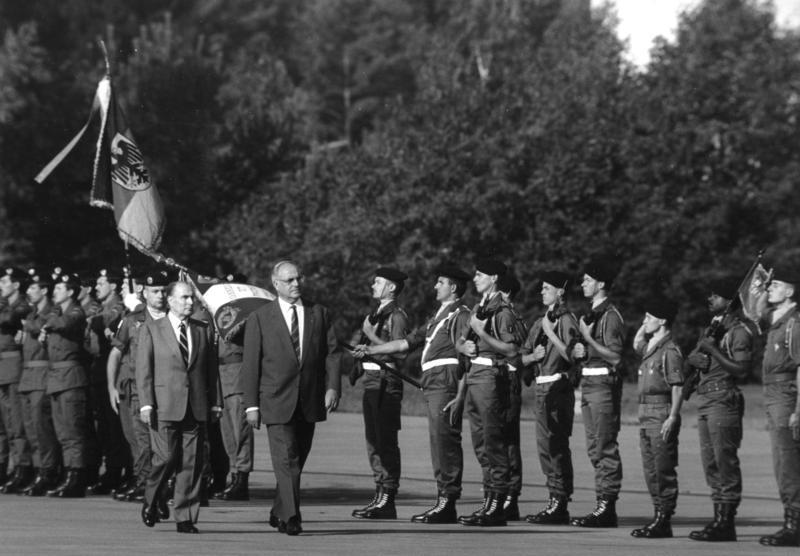
Le président François Mitterrand et le chancelier Helmut Kohl passant en revue des détachements de la FAR française et du 2e corps allemand, le 24 septembre 1987, lors des manœuvres Kecker Spatz (« Moineau hardi »).

Elle est dissoute le 30 juin 1998 dans le cadre de la professionnalisation de l'Armée de terre, la défense du territoire n'apparaissant plus alors comme une priorité du gouvernement.

## Principales formations

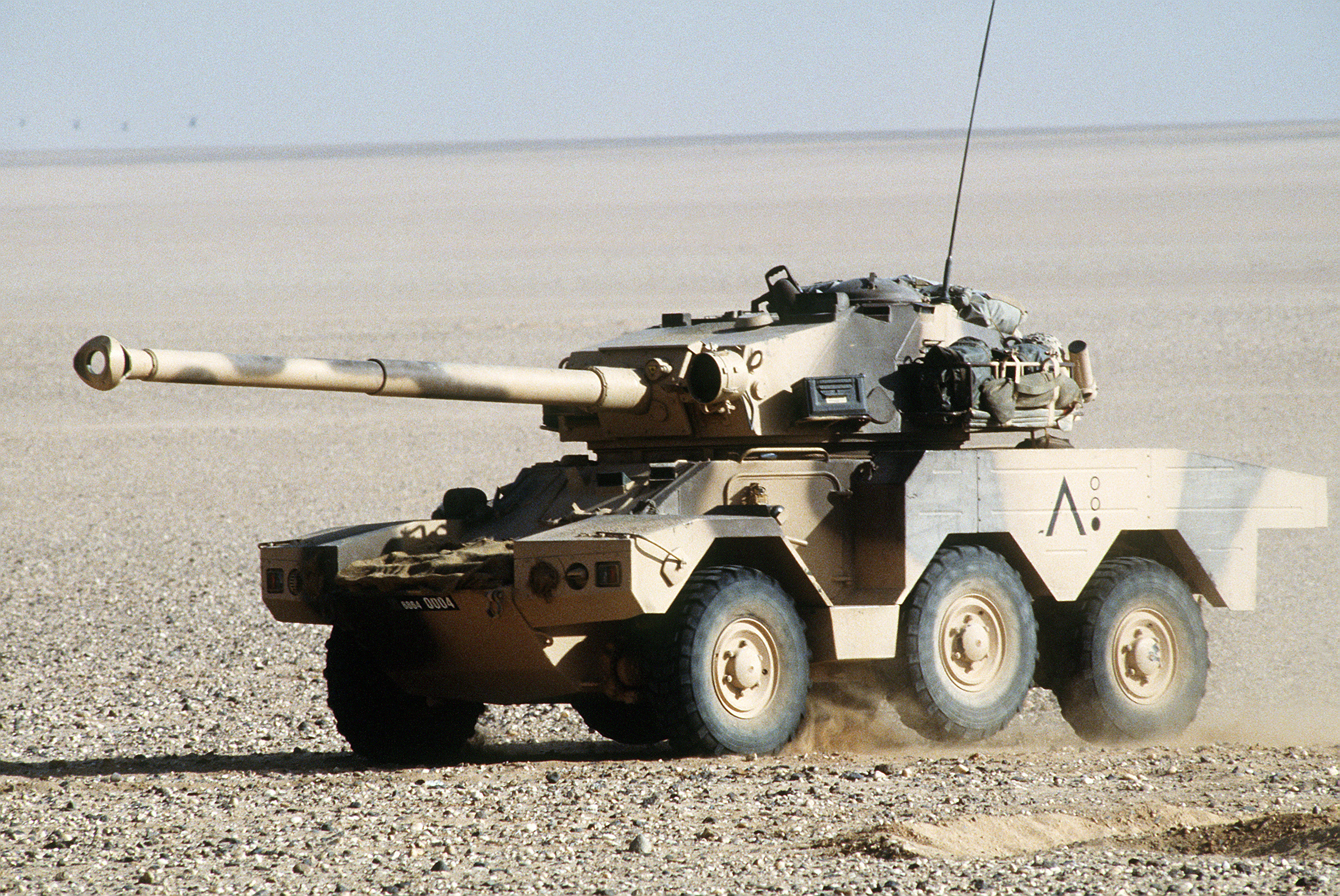
Panhard ERC-90 Sagaie du 1er régiment de hussards parachutistes en Arabie saoudite durant l'opération Daguet.

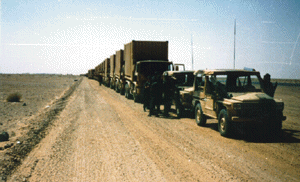
Convoi logistique du 511e régiment du train durant l’opération Daguet.

- 4e division aéromobile, quartier général à Nancy ;
- 6e division légère blindée, QG à Nîmes ;
- 9e division d'infanterie de marine, QG à Nantes ;
- 11e division parachutiste, QG à Toulouse ;
- 27e division alpine, QG à Grenoble (1984 - 1994) ;
- brigade logistique de la FAR, QG à Maisons-Laffitte ;
- 19e brigade d'artillerie, QG à Maisons-Laffitte (1993 - 1998) ;
- 28e régiment de transmissions, QG à Orléans.
- 17e régiment de commandement et de soutien, QG à Maisons-Laffitte
- 615e régiment de circulation routière, QG à Pannes
- 4e régiment du matériel de la FAR, QG à Fontainebleau. Le 4RMAT fait partie de la Brigade Logistique de la FAR.
- 2e régiment du génie, QG à Metz.

## Commandants
- 1984-1985 : général de corps d'armée Gilbert Forray
- 1986-1988 : général de corps d'armée Paul Lardry
- 1988- 1989: général de corps d'armée Henry Préaud
- 1989-1990 : général de brigade Jacques Vidal
- 1990-1993 (1er décembre) : général de corps d'armée puis général d'armée Michel Roquejeoffre
- 1993-1994 : général de corps d’armée Bertrand Guillaume de Sauville de La Presle
- 1994-1996 : général de corps d'armée Philippe Morillon
- 1998-1998 : général de corps d'armée Jacques Bâton